# Ottino Sabbadini
Ottino Sabbadini (Torreano, 2 ottobre 1919 – zona montuosa di Djiring, 7 luglio 1948) è stato un aviatore e militare italiano naturalizzato francese, distintosi in missioni aeree nei reparti delle Forces aériennes françaises libres (FAFL) durante la seconda guerra mondiale, tra le quali l'attacco all'incrociatore pesante della Kriegsmarine Prinz Eugen. Decorato con la Médaille militaire, la Croix de guerre 1939-1945 con due citazioni, e la Médaille de la Résistance con rosetta.

## Biografia

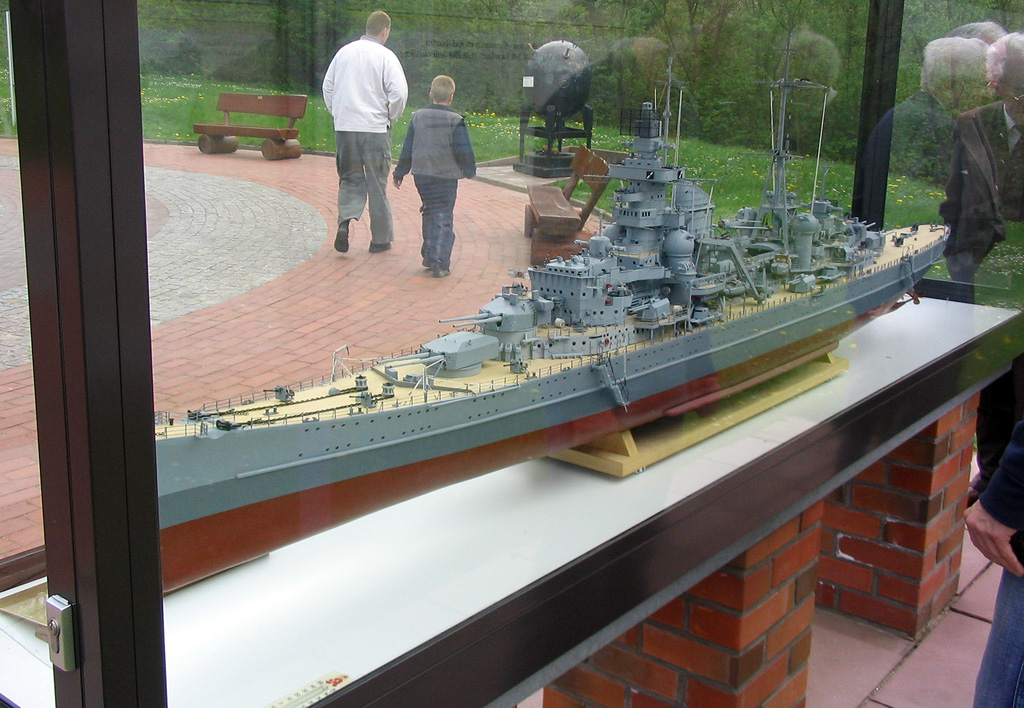
Modellino dell'incrociatore pesante Prinz Eugen.

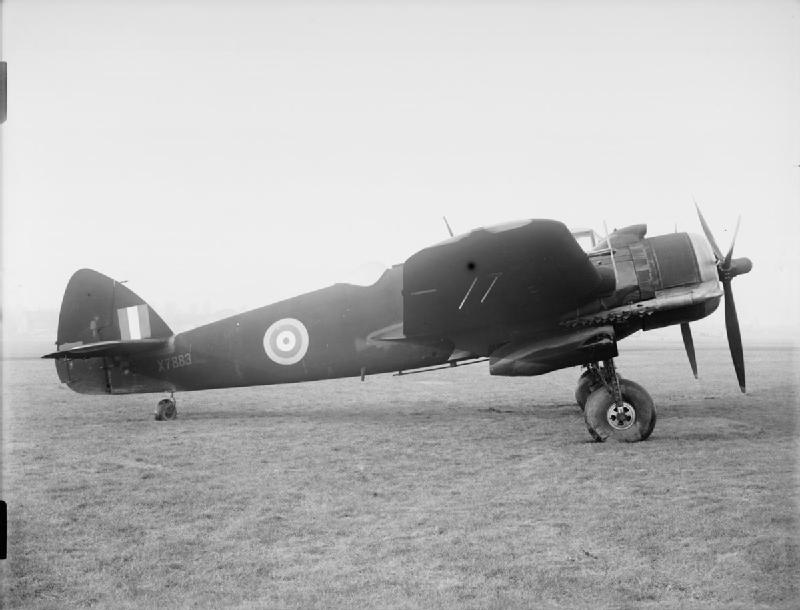
Un cacciabombardiere Bristol Type 156 Beaufighter della Royal Air Force.

Nacque a Torreano, nel Friuli-Venezia Giulia, il 2 ottobre 1919, figlio di Luigi e Teresa Chieu. Nel novembre 1931 la sua famiglia, emigrò in Francia, stabilendosi nel dipartimento della Creuse, dove il padre andò a lavorare come scalpellino. Il 31 agosto 1939, con la mobilitazione generale, venne arruolato nell'Armée de l'air, iniziando a frequentare tre mesi dopo la scuola di pilotaggio n.44 di Saint-Étienne. Quando nel giugno 1940 fu firmato l'armistizio di Compiègne risultava in servizio presso il deposito di Gaillac con il grado di caporale. Decise di unirsi alle Forces aériennes françaises libres (FAFL) insieme all'amico caporale Philippe de Brettes. Il 5 agosto oltrepassarono la frontiera con la Spagna sui Pirenei, venendo arrestati poco tempo dopo in quanto sprovisti di documenti. Incarcerati a Figueras, il 25 agosto evasero durante un trasferimento, tentando di mettersi in comunicazione con il più vicino Consolato britannico. Quattro giorni dopo i due furono nuovamente arrestati alla frontiera con il Portogallo, ma con l'aiuto del Console britannico a Lisbona nel mese di ottobre riuscirono a raggiungere l'Inghilterra.  Arruolato nelle F.A.F.L. con il grado di sergente, il 5 novembre entrò in servizio presso la Flying Training School di Odiham, nello Hampshire, frequentata da allievi francesi e belgi. il 9 aprile fu trasferito alla No.11 Service Flying Training School di Shawbury, dove nel mese di giugno ottenne il brevetto di pilota di velivolo plurimotore. Dopo un ulteriore periodo in alcune Operational Training Unit, divenuto adjutant, nel febbraio 1942 entrò in servizio nel No.235 Squadron del Coastal Command dotata di cacciabombardieri Bristol Beaufighter, e di stanza a Sumburgh, nelle isole Shetland. Effettuò con successo 15 missioni di guerra, quando il 17 maggio prese parte alle operazioni contro l'incrociatore pesante della Kriegsmarine Prinz Eugen cha stava navigando a ridosso della costa norvegese. All'attacco della nave parteciparono gli aerosiluranti Bristol Beaufort del No.86 Squadron, i cacciabombardieri Beaufighter del No.235 e No.248 Squadron e sei bombardieri Handley-Page Hampden che posarono un campo minato ad Haugesund, sulla probabile rotta dell'incrociatore. Decollato alle 18:00, con a bordo il sgt. Taylor, scortò i Beaufort sul bersaglio designato. Alle 20:15 del 17 maggio un Beaufort pilotato dal flying sgt. Manning lanciò un siluro contro il Prinz Eugen da una distanza di 1.00-1.200 metri, venendo preso di mira dalla contraerea e poi da tre caccia Messerschmitt Bf 109 dell I./JG 5. Visto l'aereo in difficoltà interpose il suo tra di esso e gli attaccanti, venendo però colpito ed abbattuto, e finendo in mare.  I due aviatori si salvarono e furono presi prigionieri da una imbarcazione nemica. Trasferiti a Żagań, nella Bassa Slesia, furono rinchiusi nel campo di concentramento Stalag Luft III. Sabbadini rimase qui fino all'aprile 1945, quando fu liberato. Ritornato alla vita civile riprese a volare per la compagnia Air France, passando poi alla Aigle Azur, con cui coprì le rotte per il Nord Africa, per il Libano e l'Indocina francese. Il 17 luglio 1948 decollò dall'aeroporto Tan Son Nhat di Saigon su un Douglas C-47 (matricola F-BYCP) diretto a Dalat-Lienkhanng. L'aereo precipitò per cause ignote nella zona montuosa di Djiring, nel Vietnam, con la morte dei tre membri dell'equipaggio dei tredici passeggeri. Il loro corpi non furono mai ritrovati, e il 2 aprile 1949 ottenne una promozione postuma al grado di sottotenente.

### Annotazioni
1. ↑  Composta da lui, dal padre, dalla madre e dal fratello Antonio.
2. ↑  Oltre a lui vi erano a bordo il radio navigatore André Delfau, e il meccanico André Stang.

### Fonti
1. 1 2  Emiliani, Magnani 2015, p. 6.
2. ↑  (FR) Journal officiel de la République française, 1949,  p. 4189. URL consultato il 17 marzo 2020.
3. 1 2 3 4 5  Emiliani, Magnani 2015, p. 7.
4. 1 2 3 4 5 6 7  Emiliani, Magnani 2015, p. 8.
5. 1 2  Emiliani, Magnani 2015, p. 9.
6. 1 2 3  Emiliani, Magnani 2015, p. 210.